# Noctuites
Noctuites là một chi bướm đêm thuộc họ Noctuidae.